# Paracuellos
Paracuellos egy község Spanyolországban, Cuenca tartományban. Paracuellos Almodóvar del Pinar, Monteagudo de las Salinas, Yémeda, Enguídanos és Campillo de Altobuey községekkel határos. Lakosainak száma 99 fő (2024).

## Népesség
A település népessége az utóbbi években az alábbiak szerint változott:
| Lakosok száma | 152  | 153  | 157  | 133  | 139  | 113  | 100  | 94   | 91   | 99   |
|               | 2001 | 2004 | 2006 | 2009 | 2011 | 2014 | 2016 | 2019 | 2021 | 2024 |